# Magna Costa
Magna Mendonça Ferreira da Costa (3 de setembro de 1981) é Técnica Superior na Administração Pública Regional da Madeira, exercendo funções no Gabinete de Pessoal e Administração, da Secretaria Regional de Equipamentos e Infraestruturas (SREI), Licenciada em Sociologia do Trabalho, com especialização em Planeamento de Pessoal, pelo Instituto Superior de Ciências Sociais e Políticas da Universidade de Lisboa. Ao longo de 20 anos exerceu a sua atividade política nos diferentes órgãos políticos e regionais do PSD Madeiran e no Concelho de Machico. Atualmente, é filiada no partido CHEGA e exerce funções de Coordenadora/Presidente de Concelhia em Machico. Tornou-se deputada nas eleições da Assembleia Legislativa Regional da Madeira de 2023, sendo nomeada para Vice-Presidente do Grupo Parlamentar do Partido CHEGA-Madeira

## Resultados eleitorais
| Data | Partido     | Partido | Posição     | Cl.    | Votos         | %             | +/-    | Status |
| ---- | ----------- | ------- | ----------- | ------ | ------------- | ------------- | ------ | ------ |
| 2023 |             | CHEGA   | 2.ª (em 47) | 4.º    | 12 028        | 8,88 / 100,00 |        | Eleita |
| 2024 | 2.ª (em 47) | CHEGA   | 4.º         | 12 562 | 9,24 / 100,00 | 0,36          | Eleita |        |